# Gaspar Fernández de Bobadilla
Gaspar Fernández de Bobadilla i Montenegro (La Rioja, Espanya, 1785 – Espanya, després de 1825) va ser un militar espanyol que va participar en la Guerra del Francès i les guerres d'independència de Xile i del Perú.

## Guerra d'independència espanyola
Nascut en el si d'una família noble, va iniciar la seva carrera militar el 1805 a l'aristocràtica Guàrdia de corps. Durant l'aixecament del 2 de maig de 1808 va fugir de Madrid per unir-se a les Guàrdies d'Andalusia, a l'inici de la guerra contra les tropes de Napoleó. Al juny d'aquest any és ascendit a tinent de cavalleria participant en la batalla de Bailèn, després de la qual es va incorporar al regiment de Farnese, unint-se a les guerrilles que operaven contra l'exèrcit d'ocupació francès. Durant aquest període, va ser ferit dues vegades en combat, sent ascendit a capità poc abans de la Batalla d'Almonacid, per després combatre en diverses accions fins a la Batalla d'Ocaña, on l'exèrcit espanyol va sofrir una seriosa derrota, sent fet presoner durant la mateixa. Va aconseguir no obstant això fugar-se i unir-se a l'exèrcit acantonat a Múrcia. Allà se li va confiar el comandament d'una guerrilla muntada, obtenint un reconeixement pel seu valor en l'atac a la Vila deGalera. En aquesta acció va sorprendre a un esquadró de la cavalleria polonesa al servei de Napoleó, fent 33 presoners i "donant mort amb les seves mans al comandant francès" en combat singular segons assenyala el comunicat oficial. En finalitzar la guerra contra els francesos és ascendit a tinent coronel al maig de 1815, i condecorat pels seus serveis amb la Reial Orde de Sant Ferran al gener de 1818.

## A Amèrica
Havent sol·licitat passar a Amèrica a la primera ocasió que s'hi enviés cavalleria, és nomenat comandant del regiment de Caçadors-Dragons, destinat a reforçar l'exèrcit realista acantonat a Lima, que es trobava proper a operar a la capitania general de Xile. No obstant això, quan l'expedició espanyola va arribar a la seva destinació, l'exèrcit llibertador del general José de San Martín ja havia derrotat a la seva contrapart realista a les planes de Maipú. La meitat dels transports espanyols van ser capturats per l'esquadra patriota, podent desembarcar únicament algunes restes de l'expedició a Talcahuano, entre els quals es trobava el regiment de Bobadilla. Aquest regiment va actuar durant la Segona campanya al sud de Xile que van dirigir els exèrcits patriotes contra els últims reductes realistes a la regió. Després de participar en diversos combats de la campanya, al març de 1822 passa al Perú per sol·licitar auxilis per a la plaça de Chiloé. Serveix a la Segona Campanya d'Intermedis dirigida pel general independentista Andrés de Santa Cruz, incorporant-se a l'exèrcit realista del Sud manat pel general Jerónimo Valdés. Participa en la Batalla de Zepita i a les accions de Sicasica i Ayo Ayo. El 1824 s'incorpora a l'estat major de l'Exèrcit del Nord, comandat pel general José de Canterac, combatent a la Batalla de Junín i finalment a la d'Ayacucho, després de la qual va capitular al costat de la resta de l'exèrcit reial. El general anglès Guillermo Miller el recordaria a les seves memòries com "un home alegre, summament entretingut i de fatxa molt militar".

## Tornada a Espanya
Al costat d'altres oficials reialistes es va embarcar al port arequipeny de Quilca amb destinació a Bordeus el 25 de gener de 1825, d'on va passar a Espanya exercint algunes funcions públiques fins a ser nomenat governador d'Oriola el 1835. Va ser condecorat amb la Creu de Sant Hermenegild i Orde Americana Isabel La Catòlica.